# Pembina Institute
Das Pembina Institute ist eine kanadische Non-Profit-Denkfabrik, die zum Ziel hat, innovative und nachhaltige Energieversorgungstechnologien zu entwickeln. Das Institut wurde 1985 in Drayton Valley (Alberta) gegründet, wo sich heute noch der Sitz befindet.
Es unterhält Büros in Calgary, Drayton Valley, Edmonton, Ottawa, Toronto, Vancouver und Yellowknife.
Die Vision ist eine Welt, in der zukünftige Energiebedürfnisse auf eine Art und Weise befriedigt werden, ohne den Ökosystemen der Erde zu schaden. Dabei sollen Schädigungen von Luft, Boden und Wasser sowie gefährliche Klimaveränderungen vermieden werden.